# Victoria Vergara
Victoria Vergara (1941) è un mezzosoprano cileno.

## Biografia
Nata in Cile ha studiato alla Academy of Vocal Arts di Filadelfia e alla Juilliard School di New York.
Il suo ruolo preferito è Carmen, ma ha interpretato Amneris con Pavarotti a Vienna, Dulcinea con Samuel Ramey alla New York City Opera, la Duchessa di Alba nel Goya di Giancarlo Menotti a Washington, la Dona in "El viajero indiscreto" di Luis de Pablo a Madrid, Beatriz in Cristóbal Colón di Leonardo Balada, Maddalena nel Rigoletto con Pavarotti, e Carmen con Plácido Domingo.
Ha cantato come Carmela in "El amor brujo" di Manuel de Falla, nell'Auditorium RAI di Roma, a Città del Messico e in Cadice all'apertura del Teatro Manuel di Falla; ha cantato nella Seconda Sinfonia di Mahler, nel Magnificat di Bach, e nel Requiem di Mozart.